# Чхаидзе, Евросия Герасимовна
Евросия Герасимовна Чхаидзе (1900, Баку — неизвестно) — советская колхозница. Герой Социалистического Труда (1949).

## Биография
Евросия Чхаидзе родилась в 1900 году в городе Баку (сейчас в Азербайджане). По национальности грузинка.
В середине 1940-х годов работала в колхозе имени Сталина в Ланчхутском районе Грузинской ССР на чайной плантации.
В 1948 году с площади 0,5 гектара собрала 6377 кг сортового зелёного чайного листа.
29 августа 1949 года Указом Президиума Верховного Совета СССР за получение высоких урожаев сортового зелёного чайного листа и цитрусовых плодов в 1948 году удостоена звания Героя Социалистического Труда с вручением ордена Ленина и золотой медали «Серп и Молот». Кроме неё, согласно тому же указу звание Героя Социалистического Труда получили ещё два передовых чаевода того же колхоза с той же фамилией — Варвара Чхаидзе и Шура Чхаидзе.
5 июля 1951 года за высокие результаты труда в 1950 году была награждена вторым орденом Ленина.
Жила в Ланчхутском районе.
Дата смерти неизвестна.
Награждена медалями, в том числе Медалью Материнства.